# Chalchiuhtlicue

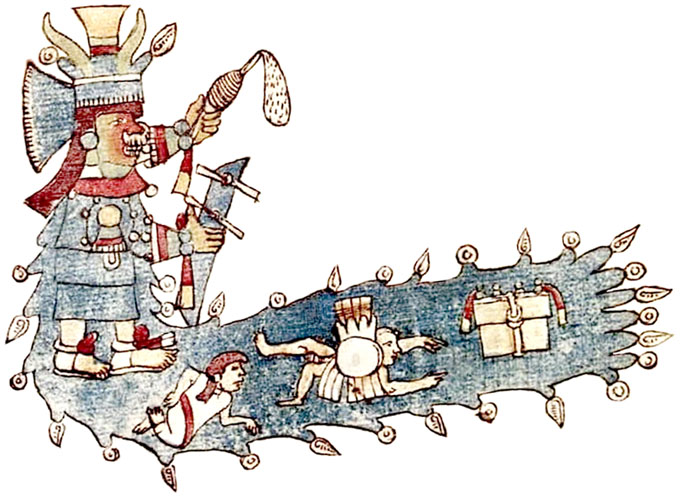
Chalchiuhtlicue în Codexul Ríos

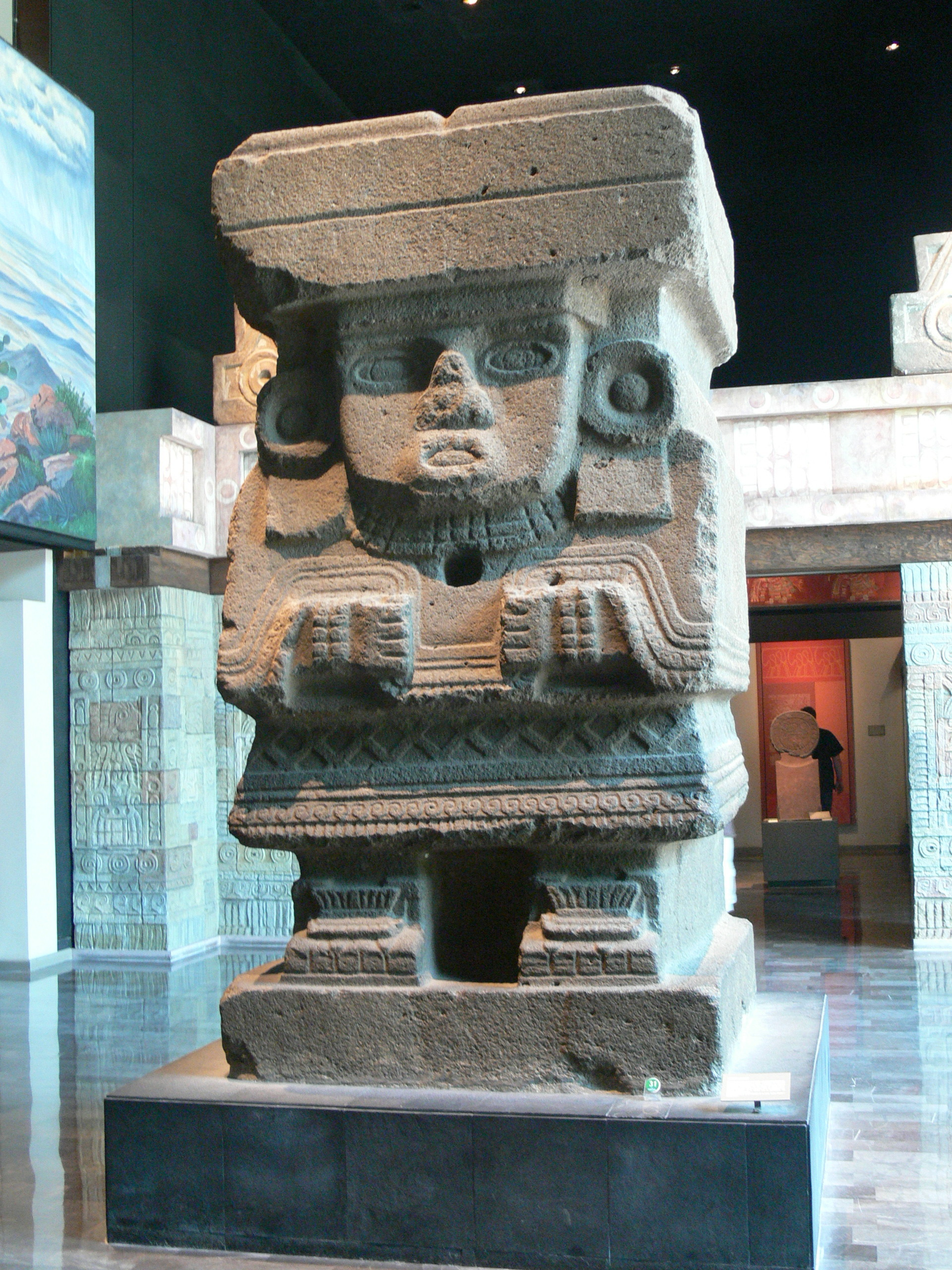
Statuie a zeiței Chalchiuhtlicue aflată în Muzeul Național de Antropologie al Mexicului

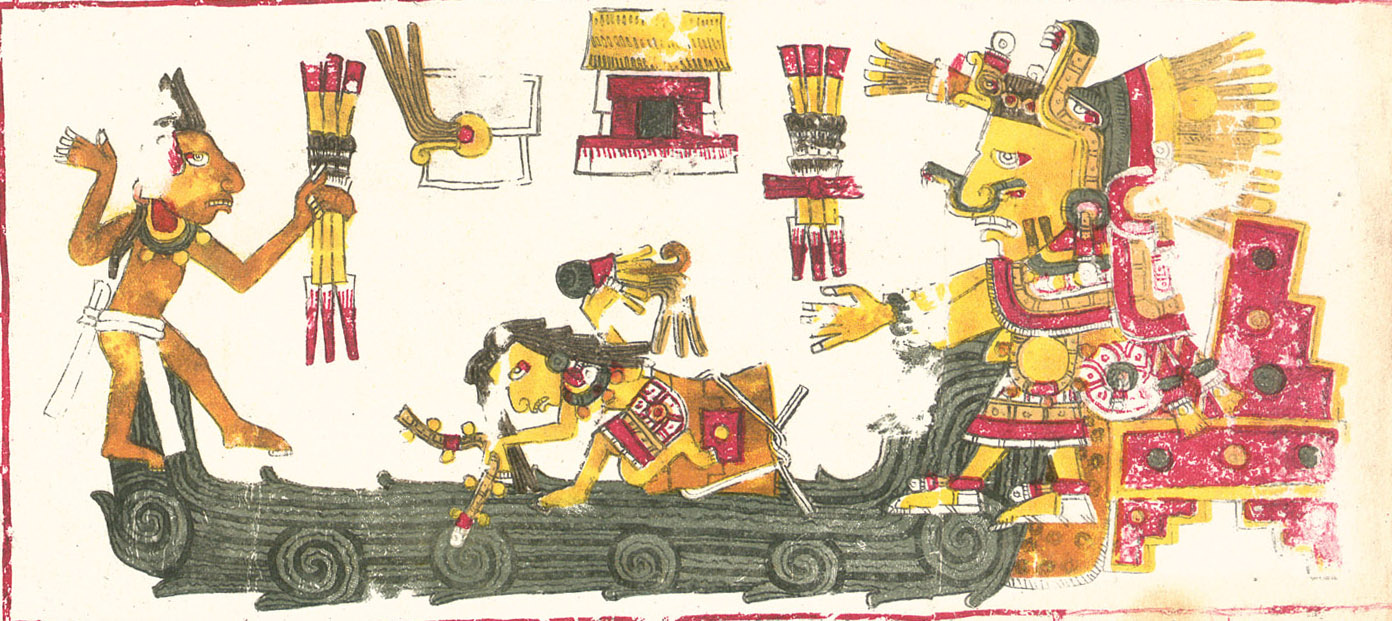
Chalchiuhtlicue în Codexul Borgia

Chalchiuhtlicue (pronunție: [t͡ʃaːɬt͡ʃiwˈt͡ɬikʷeː]; nume ce derivă de la cele 2 cuvinte: chālchihuitl [t͡ʃaːɬˈt͡ʃiwit͡ɬ] „jad” și cuēitl [kʷeːit͡ɬ] „fustă”; cunoscută și ca: Chalciuhtlicue, Matlalcueitl, Chalchiuhcueye, sau Chalcihuitlicue) este zeița aztecă a apei (în traducere, „cea cu fustă de jad”). Ea ar fi provocat la un moment dat potopul pe Pământ, dar i-a transformat pe oameni în pești, dându-le posibilitatea de a se mișca în voie prin apa abundentă. Unele imagini plastice o înfățișează oferind plantelor prea multă umiditate, până când le face să putrezească.
O altă variantă o prezintă ca pe soția (sau sora) zeului ploii Tlaloc, oferind omenirii importante relații vitale cu cerul.
Într-o a treia variantă, probabil populară, ea este soția zeului Quetzalcoatl; transformată de acesta în soare, ea își exercită această funcție solară de 6 ori câte 52 ani.

## Mitologie

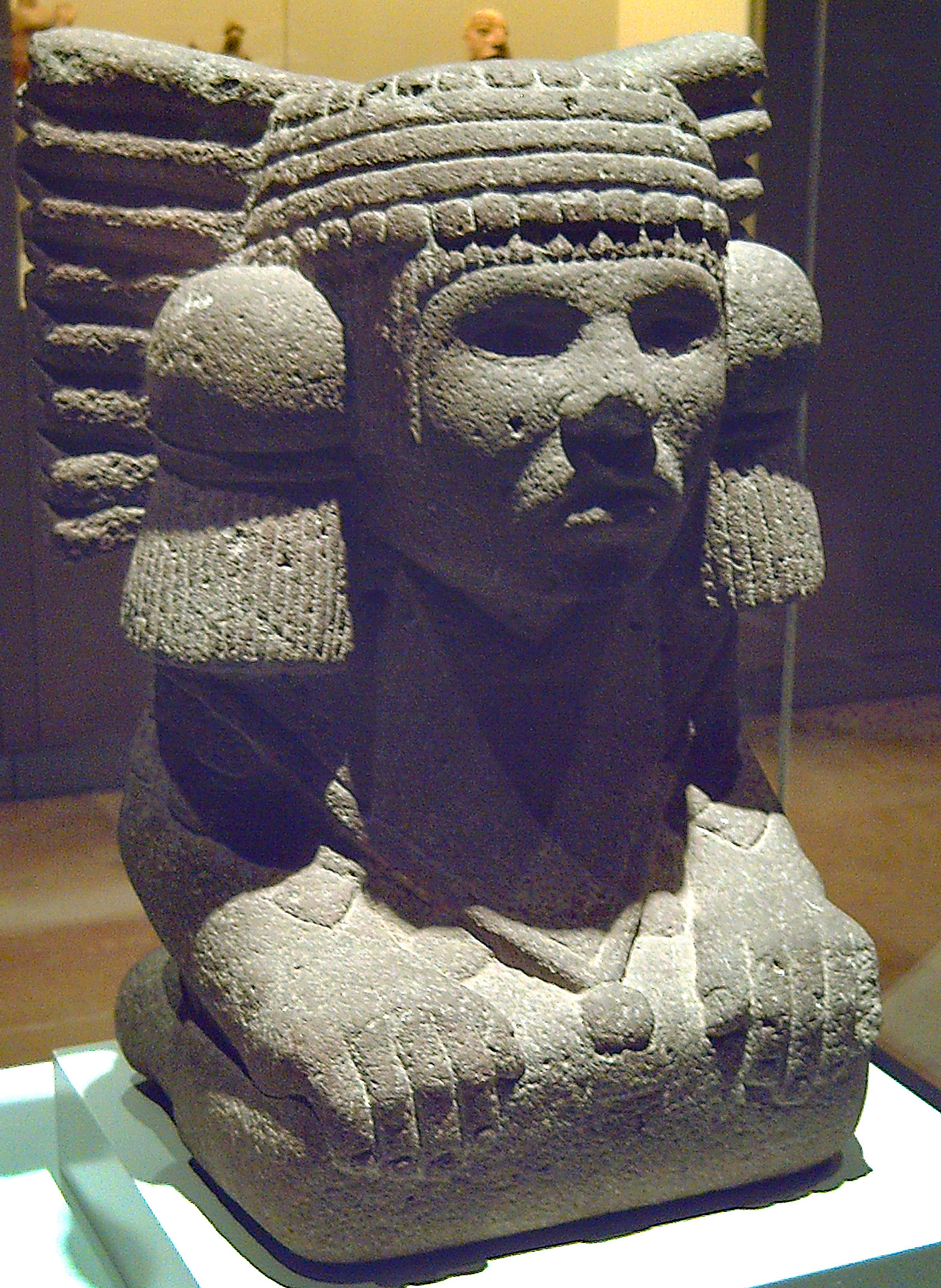
Sculpură de piatră ce o înfățișează pe Chalchiuhtlicue, expusă în Muzeum Americilor din Madrid, Spania

Numele lui Chalchiuitlicue înseamnă literalmente „cea cu fustă de jad”, ea fiind numită și Matlalcueitl „deținătoarea fustei vrezi”. Aceată zeiță a fost soția (conform unelor mituri și sora) zeului ploii, Tlaloc. Se spune că ea a fost și soția lui Xiuhtecuhtli. La fel ca la celelalte zeițe ale apei, ea a fost asociată adesea cu șerpii de apă. Ea a fost mama lui Tecciztecatl, un zeu aztec al lunii. Tecciztecatl este portretizat ca un bătrân ce cară o scoică mare și albă în spate. Cele mai multe legende despre Chalchiuhtlicue spun că ea a fost căsătorită cu zeul ploii, Tlaloc. Chalchiuhtlicue l-ar fi ajutat pe Tlaloc să domnească în regatul Tlalocan-ului.

### Personificări
Pentru azteci, Chalchiuhtlicue era zeița apei ce erampersonificată de frumusețe și de ardoare tinerească. Ea era reprezentată ca un râu din care creștea un cactus Opuntia cu fructe, simbolizând inima umană.